# Alfred Schläppi
Alfred Schläppi (* 30. Januar 1898 in Leysin, Schweiz; † 15. April 1981 ebenda) war ein Schweizer Bobfahrer und Olympiateilnehmer von 1924.
Gemeinsam mit Eduard Scherrer, Bruder Heinrich Schläppi und Alfred Neveu gewann Alfred Schläppi im Bob Acrobate Gold bei den I. Olympischen Winterspielen 1924 in Chamonix.